# AGIL Volley 2021-2022
Questa voce raccoglie le informazioni riguardanti l'AGIL Volley nelle competizioni ufficiali della stagione 2021-2022.

## Stagione
Nella stagione 2021-22 l'AGIL Volley assume la denominazione sponsorizzata di Igor Gorgonzola Novara.
Grazie ai risultati ottenuti nella stagione 2020-21 partecipa alla Supercoppa italiana, sconfitta dall'Imoco.
Partecipa per l'undicesima volta alla Serie A1; chiude la regular season di campionato al secondo posto in classifica, qualificandosi per i play-off scudetto, uscendo in semifinale contro la Pro Victoria.
Il secondo posto nella classifica avulsa determinata in base alle partite di campionato disputate fino alla data del 24 dicembre 2021, qualifica l'AGIL per la Coppa Italia, arrivando in finale e battuta dall'Imoco.
Disputa inoltre la Champions League: nella fase a gironi ottiene il secondo posto nel proprio raggruppamento, non utile a passare alla fase a eliminazione diretta.

## Organigramma societario
Area direttiva
- Presidente: Giovanna Saporiti

Area tecnica
- Allenatore: Stefano Lavarini
- Allenatore in seconda: Davide Baraldi
- Assistente allenatore: Maurizio Mora
- Scout man: Mattia Gadda

## Rosa
| N° | Nome                  | Ruolo | Data di nascita   | Nazionalità sportiva |
| -- | --------------------- | ----- | ----------------- | -------------------- |
| 2  | Lucia Imperiali       | L     | 5 maggio 1999     | Italia               |
| 4  | Britt Herbots         | S     | 24 settembre 1999 | Belgio               |
| 5  | Rosamaria Montibeller | O     | 9 aprile 1994     | Brasile              |
| 7  | Ilaria Battistoni     | P     | 22 aprile 1996    | Italia               |
| 8  | Eleonora Fersino      | L     | 24 gennaio 2000   | Italia               |
| 9  | Caterina Bosetti      | S     | 2 febbraio 1994   | Italia               |
| 10 | Cristina Chirichella  | C     | 10 febbraio 1994  | Italia               |
| 11 | Stefania Sansonna     | L     | 1º novembre 1982  | Italia               |
| 12 | Micha Hancock         | P     | 10 novembre 1992  | Stati Uniti          |
| 13 | Sara Bonifacio        | C     | 3 luglio 1996     | Italia               |
| 15 | Haleigh Washington    | C     | 22 settembre 1995 | Stati Uniti          |
| 17 | Veronica Costantini   | C     | 23 marzo 2003     | Italia               |
| 18 | Sofia D'Odorico       | S     | 6 gennaio 1997    | Italia               |
| 19 | Nika Daalderop        | S     | 29 novembre 1998  | Paesi Bassi          |
| 99 | Ebrar Karakurt        | O     | 17 gennaio 2000   | Turchia              |

## Mercato
| Acquisti | Acquisti              | Acquisti            | Acquisti   |
| R.       | Nome                  | da                  | Modalità   |
| -------- | --------------------- | ------------------- | ---------- |
| S        | Sofia D'Odorico       | Trentino Rosa       | definitivo |
| L        | Eleonora Fersino      | Bergamo             | definitivo |
| L        | Lucia Imperiali       | Montecchio Maggiore | definitivo |
| O        | Ebrar Karakurt        | Türk Hava Yolları   | definitivo |
| O        | Rosamaria Montibeller | Casalmaggiore       | definitivo |

| Cessioni | Cessioni           | Cessioni              | Cessioni   |
| R.       | Nome               | a                     | Modalità   |
| -------- | ------------------ | --------------------- | ---------- |
| L        | Francesca Napodano | Savino Del Bene       | definitivo |
| S        | Alessia Populini   | Mondovì               | definitivo |
| L        | Stefania Sansonna  | -                     | ritirata   |
| O        | Malwina Smarzek    | Lokomotiv Kaliningrad | definitivo |
| C        | Sara Tajè          | Soverato              | definitivo |
| O        | Elisa Zanette      | Cuneo Granda          | definitivo |

## Risultati

### Serie A1

#### Girone di andata
| 1ª giornata - 10 ottobre 2021 PalaTerdoppio, Novara               | AGIL            | 3 - 0 | San Casciano          | 25-22, 25-22, 25-19               |
| 2ª giornata - 17 ottobre 2021 PalaTerdoppio, Novara               | AGIL            | 3 - 0 | Casalmaggiore         | 25-18, 25-21, 25-11               |
| 3ª giornata - 21 ottobre 2021 PalaVerde, Villorba                 | Imoco           | 3 - 0 | AGIL                  | 25-22, 30-28, 25-23               |
| 4ª giornata - 24 ottobre 2021 Palazzetto dello Sport, Monza       | Pro Victoria    | 2 - 3 | AGIL                  | 35-33, 22-25, 18-25, 25-20, 4-15  |
| 5ª giornata - 31 ottobre 2021 PalaTerdoppio, Novara               | AGIL            | 3 - 0 | Wealth Planet Perugia | 25-22, 25-22, 25-15               |
| 6ª giornata - 7 novembre 2021 PalaTerdoppio, Novara               | AGIL            | 3 - 1 | Cuneo Granda          | 26-24, 25-14, 22-25, 25-22        |
| 7ª giornata - 14 novembre 2021 Palazzetto dello sport, Bergamo    | Bergamo 1991    | 0 - 3 | AGIL                  | 15-25, 18-25, 20-25               |
| 8ª giornata - 21 novembre 2021 PalaTerdoppio, Novara              | AGIL            | 3 - 0 | Roma Club             | 25-23, 25-22, 25-18               |
| 9ª giornata - 28 novembre 2021 PalaPiantanida, Busto Arsizio      | UYBA            | 2 - 3 | AGIL                  | 19-25, 25-21, 25-11, 23-25, 13-15 |
| 10ª giornata - 4 dicembre 2021 PalaTerdoppio, Novara              | AGIL            | 3 - 0 | Megavolley            | 27-25, 25-16, 25-17               |
| 11ª giornata - 12 dicembre 2021 PalaTerdoppio, Novara             | AGIL            | 3 - 0 | Trentino Rosa         | 25-16, 25-19, 25-13               |
| 12ª giornata - 19 dicembre 2021 Palazzetto dello Sport, Scandicci | Savino Del Bene | 3 - 0 | AGIL                  | 25-17, 25-21, 25-22               |
| 13ª giornata - 23 marzo 2022 PalaTerdoppio, Novara                | AGIL            | 3 - 2 | Chieri '76            | 20-25, 30-28, 25-21, 22-25, 15-12 |

#### Girone di ritorno
| 14ª giornata - 24 febbraio 2022 PalaWanny, Firenze        | San Casciano          | 1 - 3 | AGIL            | 19-25, 25-27, 31-29, 22-25 |
| 15ª giornata - 15 gennaio 2022 PalaRadi, Cremona          | Casalmaggiore         | 0 - 3 | AGIL            | 18-25, 20-25, 12-25        |
| 16ª giornata - 3 marzo 2022 PalaTerdoppio, Novara         | AGIL                  | 3 - 1 | Imoco           | 25-19, 25-21, 23-25, 25-19 |
| 17ª giornata - 9 febbraio 2022 PalaTerdoppio, Novara      | AGIL                  | 3 - 1 | Pro Victoria    | 20-25, 25-17, 25-14, 25-21 |
| 18ª giornata - 31 marzo 2022 PalaEvangelisti, Perugia     | Wealth Planet Perugia | 0 - 3 | AGIL            | 14-25, 17-25, 17-25        |
| 19ª giornata - 12 febbraio 2022 PalaCastagnaretta, Cuneo  | Cuneo Granda          | 0 - 3 | AGIL            | 16-25, 23-25, 19-25        |
| 20ª giornata - 20 febbraio 2022 PalaTerdoppio, Novara     | AGIL                  | 3 - 1 | Bergamo 1991    | 25-20, 21-25, 27-25, 25-19 |
| 21ª giornata - 27 febbraio 2022 Palazzo dello Sport, Roma | Roma Club             | 1 - 3 | AGIL            | 25-22, 18-25, 21-25, 19-25 |
| 22ª giornata - 6 marzo 2022 PalaTerdoppio, Novara         | AGIL                  | 3 - 1 | UYBA            | 25-18, 20-25, 25-18, 25-12 |
| 23ª giornata - 13 marzo 2022 PalaCarneroli, Urbino        | Megavolley            | 1 - 3 | AGIL            | 26-28, 25-21, 19-25, 23-25 |
| 24ª giornata - 19 marzo 2022 PalaSanbapolis, Trento       | Trentino Rosa         | 1 - 3 | AGIL            | 25-23, 13-25, 22-25, 21-25 |
| 25ª giornata - 27 marzo 2022 PalaTerdoppio, Novara        | AGIL                  | 0 - 3 | Savino Del Bene | 17-25, 23-25, 22-25        |
| 26ª giornata - 2 aprile 2022 PalaMaddalene, Chieri        | Chieri '76            | 0 - 3 | AGIL            | 12-25, 19-25, 21-25        |

#### Play-off scudetto
| Quarti di finale (gara 1) - 9 aprile 2022 PalaTerdoppio, Novara     | AGIL         | 3 - 0 | Cuneo Granda | 25-19, 25-17, 25-16               |
| Quarti di finale (gara 2) - 12 aprile 2022 PalaCastagnaretta, Cuneo | Cuneo Granda | 3 - 1 | AGIL         | 25-22, 22-25, 25-21, 25-15        |
| Quarti di finale (gara 3) - 16 aprile 2022 PalaTerdoppio, Novara    | AGIL         | 3 - 0 | Cuneo Granda | 25-23, 25-12, 25-23               |
| Semifinali (gara 1) - 21 aprile 2022 PalaTerdoppio, Novara          | AGIL         | 3 - 2 | Pro Victoria | 25-22, 25-18, 29-31, 20-25, 15-12 |
| Semifinali (gara 2) - 24 aprile 2022 Palazzetto dello Sport, Monza  | Pro Victoria | 3 - 0 | AGIL         | 29-27, 25-17, 26-24               |
| Semifinali (gara 3) - 27 aprile 2022 PalaTerdoppio, Novara          | AGIL         | 2 - 3 | Pro Victoria | 26-24, 25-21, 22-25, 23-25, 12-15 |

### Coppa Italia
| Quarti di finale - 30 dicembre 2021 PalaTerdoppio, Novara | AGIL  | 3 - 1 | San Casciano | 25-21, 25-6, 19-25, 25-18         |
| Semifinali - 5 gennaio 2022 Palazzetto dello Sport, Roma  | AGIL  | 3 - 0 | Chieri '76   | 25-0, 25-0, 25-0                  |
| Finale - 6 gennaio 2022 Palazzetto dello Sport, Roma      | Imoco | 3 - 2 | AGIL         | 19-25, 19-25, 25-21, 25-22, 15-13 |

### Supercoppa italiana
| Finale - 2 ottobre 2021 PalaPanini, Modena | Imoco | 3 - 1 | AGIL | 23-25, 29-27, 25-15, 26-24 |

### Champions League

#### Fase a gironi
| 1ª giornata - 25 novembre 2021 PalaTerdoppio, Novara                | AGIL              | 3 - 0 | Türk Hava Yolları | 25-21, 25-22, 26-24        |
| 2ª giornata - 7 dicembre 2021 Sportovní hala Dukla Liberec, Liberec | Dukla Liberec     | 0 - 3 | AGIL              | 11-25, 16-25, 19-25        |
| 3ª giornata - 23 dicembre 2021 Dvorec Sporta Dinamo, Mosca          | Dinamo Mosca      | 0 - 3 | AGIL              | 25-25, 21-25, 23-25        |
| 4ª giornata - 20 gennaio 2022 PalaTerdoppio, Novara                 | AGIL              | 3 - 0 | Dukla Liberec     | 25-12, 25-23, 25-13        |
| 5ª giornata - 2 febbraio 2022 Burhan Felek Spor Salonu, Istanbul    | Türk Hava Yolları | 3 - 1 | AGIL              | 25-21, 17-25, 25-23, 25-16 |
| 6ª giornata - 15 febbraio 2022 PalaTerdoppio, Novara                | AGIL              | 0 - 3 | Dinamo Mosca      | 19-25, 22-25, 22-25        |

## Statistiche

### Statistiche di squadra
| Competizione        | Punti | In casa | In casa | In casa | In trasferta | In trasferta | In trasferta | Totale | Totale | Totale |
| Competizione        | Punti | G       | V       | P       | G            | V            | P            | G      | V      | P      |
| ------------------- | ----- | ------- | ------- | ------- | ------------ | ------------ | ------------ | ------ | ------ | ------ |
| Serie A1            | 66    | 17      | 15      | 2       | 15           | 11           | 4            | 32     | 26     | 6      |
| Coppa Italia        | -     | 1       | 1       | 0       | 0            | 0            | 0            | 3      | 2      | 1      |
| Supercoppa italiana | -     | -       | -       | -       | -            | -            | -            | 1      | 0      | 1      |
| Champions League    | 12    | 3       | 2       | 1       | 3            | 2            | 1            | 6      | 4      | 2      |
| Totale              | -     | 21      | 18      | 3       | 18           | 13           | 5            | 42     | 32     | 10     |

G = partite giocate; V = partite vinte; P = partite perse

### Statistiche dei giocatori
| Giocatore      | Serie A1 | Serie A1 | Serie A1 | Serie A1 | Serie A1 | Coppa Italia | Coppa Italia | Coppa Italia | Coppa Italia | Coppa Italia | Supercoppa italiana | Supercoppa italiana | Supercoppa italiana | Supercoppa italiana | Supercoppa italiana | Champions League | Champions League | Champions League | Champions League | Champions League | Totale | Totale | Totale | Totale | Totale |
| Giocatore      | P        | PT       | AV       | MV       | BV       | P            | PT           | AV           | MV           | BV           | P                   | PT                  | AV                  | MV                  | BV                  | P                | PT               | AV               | MV               | BV               | P      | PT     | AV     | MV     | BV     |
| -------------- | -------- | -------- | -------- | -------- | -------- | ------------ | ------------ | ------------ | ------------ | ------------ | ------------------- | ------------------- | ------------------- | ------------------- | ------------------- | ---------------- | ---------------- | ---------------- | ---------------- | ---------------- | ------ | ------ | ------ | ------ | ------ |
| I. Battistoni  | 18       | 4        | 2        | 2        | 0        | 1            | 0            | 0            | 0            | 0            | 1                   | 0                   | 0                   | 0                   | 0                   | 5                | 5                | 1                | 2                | 2                | 25     | 9      | 3      | 4      | 2      |
| S. Bonifacio   | 19       | 82       | 57       | 18       | 7        | 2            | 13           | 11           | 2            | 0            | 1                   | 0                   | 0                   | 0                   | 0                   | 3                | 18               | 8                | 8                | 2                | 25     | 113    | 76     | 28     | 9      |
| C. Bosetti     | 32       | 288      | 246      | 25       | 17       | 2            | 22           | 19           | 1            | 2            | 1                   | 7                   | 7                   | 0                   | 0                   | 6                | 55               | 44               | 5                | 6                | 41     | 372    | 316    | 31     | 25     |
| C. Chirichella | 29       | 214      | 162      | 36       | 16       | 2            | 18           | 16           | 2            | 0            | 1                   | 6                   | 5                   | 0                   | 1                   | 5                | 43               | 28               | 13               | 2                | 37     | 281    | 211    | 51     | 19     |
| V. Costantini  | 1        | 3        | 2        | 1        | 0        | 0            | 0            | 0            | 0            | 0            | 0                   | 0                   | 0                   | 0                   | 0                   | 2                | 1                | 0                | 1                | 0                | 3      | 4      | 2      | 2      | 0      |
| S. D'Odorico   | 28       | 26       | 17       | 0        | 9        | 2            | 0            | 0            | 0            | 0            | 1                   | 0                   | 0                   | 0                   | 0                   | 5                | 3                | 3                | 0                | 0                | 36     | 29     | 20     | 0      | 9      |
| N. Daalderop   | 30       | 329      | 287      | 32       | 10       | 2            | 24           | 23           | 1            | 0            | 1                   | 17                  | 15                  | 1                   | 1                   | 4                | 44               | 35               | 8                | 1                | 37     | 414    | 360    | 42     | 12     |
| E. Fersino     | 32       | 0        | 0        | 0        | 0        | 2            | 0            | 0            | 0            | 0            | 1                   | 0                   | 0                   | 0                   | 0                   | 4                | 0                | 0                | 0                | 0                | 39     | 0      | 0      | 0      | 0      |
| M. Hancock     | 31       | 112      | 41       | 20       | 51       | 2            | 8            | 3            | 0            | 5            | 1                   | 5                   | 3                   | 0                   | 2                   | 5                | 6                | 3                | 2                | 1                | 39     | 131    | 50     | 22     | 59     |
| B. Herbots     | 24       | 140      | 130      | 4        | 6        | 2            | 8            | 7            | 0            | 1            | 0                   | 0                   | 0                   | 0                   | 0                   | 5                | 33               | 26               | 3                | 4                | 31     | 181    | 163    | 7      | 11     |
| L. Imperiali   | 0        | 0        | 0        | 0        | 0        | 0            | 0            | 0            | 0            | 0            | 0                   | 0                   | 0                   | 0                   | 0                   | 2                | 0                | 0                | 0                | 0                | 2      | 0      | 0      | 0      | 0      |
| E. Karakurt    | 31       | 562      | 480      | 44       | 38       | 2            | 49           | 47           | 2            | 0            | 1                   | 17                  | 14                  | 0                   | 3                   | 4                | 61               | 55               | 5                | 1                | 38     | 689    | 596    | 51     | 42     |
| R. Montibeller | 17       | 57       | 48       | 9        | 0        | 2            | 1            | 1            | 0            | 0            | 1                   | 4                   | 3                   | 1                   | 0                   | 6                | 50               | 42               | 7                | 1                | 26     | 112    | 94     | 17     | 1      |
| S. Sansonna    | -        | -        | -        | -        | -        | -            | -            | -            | -            | -            | -                   | -                   | -                   | -                   | -                   | -                | -                | -                | -                | -                | -      | -      | -      | -      | -      |
| H. Washington  | 26       | 248      | 156      | 73       | 19       | 1            | 1            | 1            | 0            | 0            | 1                   | 8                   | 7                   | 1                   | 0                   | 4                | 32               | 20               | 10               | 2                | 32     | 289    | 184    | 84     | 21     |

P = presenze; PT = punti totali; AV = attacchi vincenti; MV = muri vincenti; BV = battute vincenti